# Sastroides bicolor
Sastroides bicolor là một loài bọ cánh cứng trong họ Chrysomelidae. Loài này được Mohamedsaid in Mohamed Said, Mohamed S miêu tả khoa học năm 1994.